# Partido da Ação Social
Partido de Ação Social foi uma sigla partidária brasileira de pouca expressão que, sob registro provisório, disputou as eleições brasileiras no ano de 1990. Sem ter eleito nenhum de seus candidatos, perdeu seu registro de partido político em 1991.
O partido utilizou o 72 como número de registro. Teve como presidente Antonio João Martins, que tentou disputar as eleições para o governo de São Paulo, mas sua candidatura foi anulada porque o PAS não havia obtido o registro no TSE. A mesma punição foi imposta a Nelson Alves, candidato ao Senado Federal pelo partido.
Tentou lançar João Ferreira da Silva como candidato a presidente em 1989, porém sua candidatura foi indeferida.

## Desempenho Eleitoral

### Eleições presidenciais
| Ano  | Imagem | Candidato(a) a Presidente    | Candidato(a) a Vice-Presidente | Coligação     | Votos      | Posição |
| ---- | ------ | ---------------------------- | ------------------------------ | ------------- | ---------- | ------- |
| 1989 |        | João Ferreira da Silva (PAS) | Antonio João Martins (PAS)     | Sem coligação | Indeferido | N/A     |